# Liste von Canard-Flugzeugen

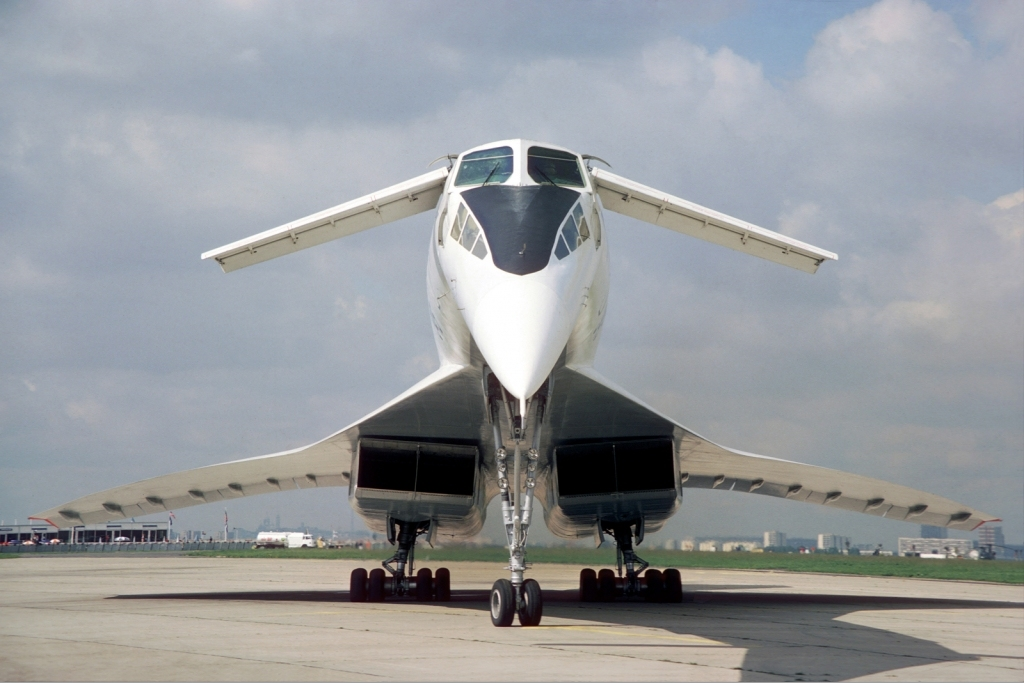
Tu-144 mit ausgeklappten Canards und gesenkter Nase

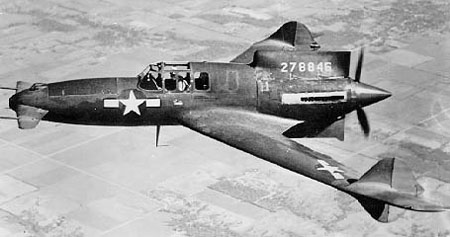
Curtiss XP-55

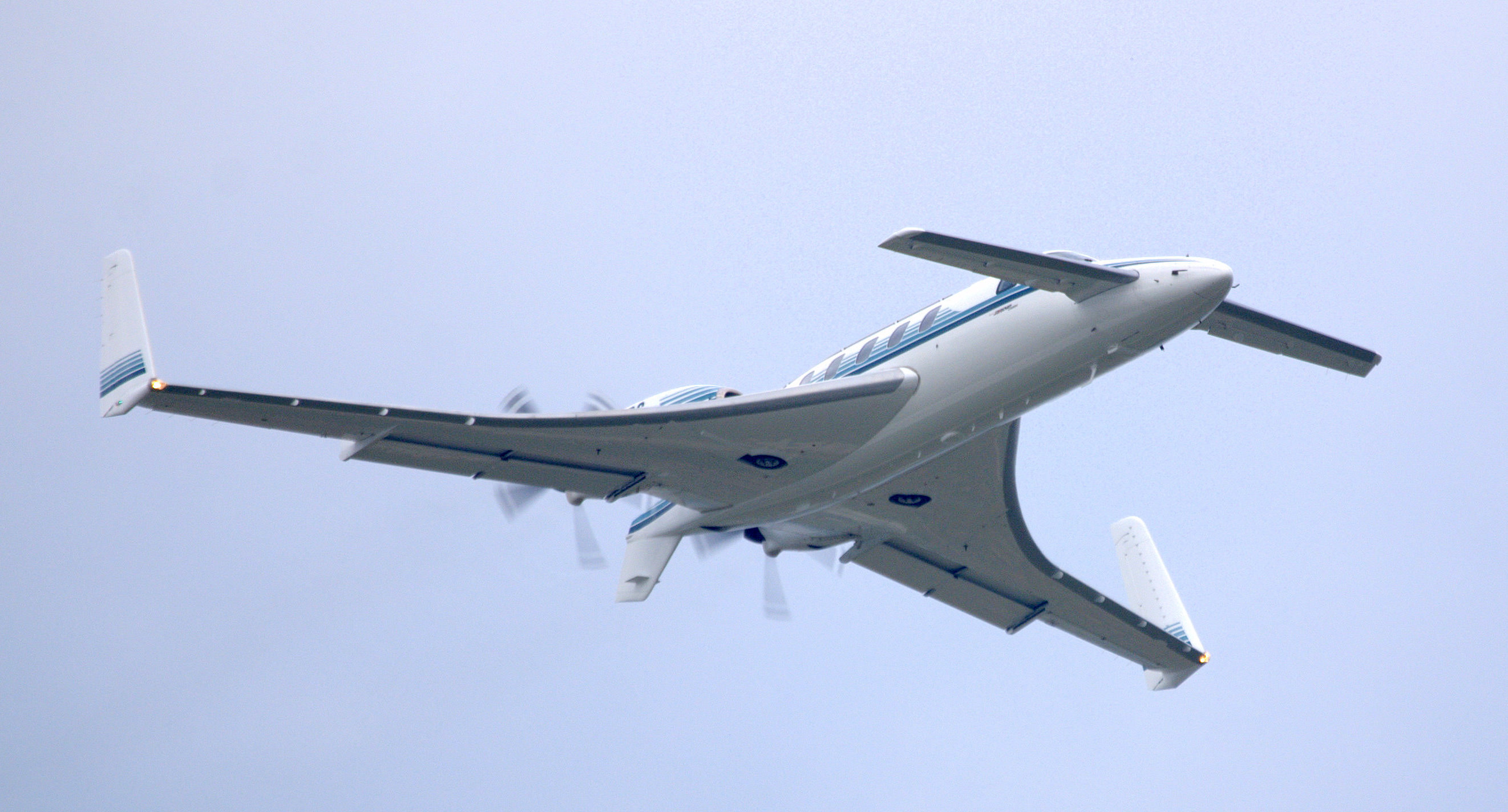
Beechcraft Starship

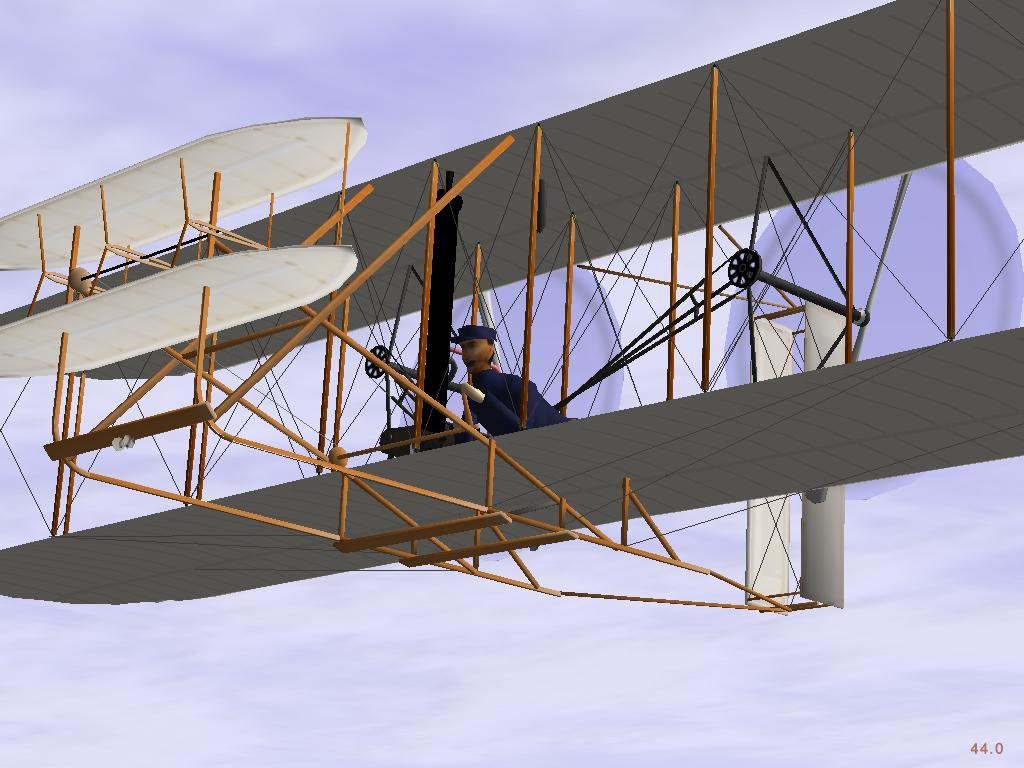
Wright Flyer

Die Liste von Canard-Flugzeugen umfasst einen Ausschnitt der Flugzeugtypen in Canardbauweise. Reine Projekte oder Konzepte sind nicht enthalten.

## Prototypen
- Boeing X-50 (Drohne, USA, 2004)
- Curtiss XP-55 Ascender (Jagdflugzeug, USA, 1943)
- E-Go (Ultraleichtflugzeug, Großbritannien, 2013)
- Focke-Wulf F 19 und F 19a Ente (Passagierflugzeug, Deutschland, 1927)
- Gossamer Albatross (Erstüberquerung des Ärmelkanals mit Muskelkraft, USA, 1979)
- Gossamer Condor (Muskelkraftflugzeug, USA, 1977)
- Grumman X-29 (negative Flügelpfeilung, USA, 1984)
- IAI Lavi (Mehrzweckkampfflugzeug, Israel, 1986)
- IS-5 Kaczka (Segelflugzeug, Polen, 1949)
- Kyūshū J7W (Jagdflugzeug, Japan, 1945)
- Lippisch-Ente (Segelflugzeug, Deutschland, 1928. Erster bemannter Raketenflug am 11. Juni 1928.)
- Mikojan-Gurewitsch (UdSSR)
  - Mikojan-Gurewitsch MiG-8 (Technologiedemonstrator, 1945)
  - Mikojan-Gurewitsch Je-8 (Jagdflugzeug, 1962)
  - Mikojan-Gurewitsch Je-155P (Abfangfjäger, 1964)
  - Mikojan-Gurewitsch MiG 1.44 (Mehrzweckkampfflugzeug, 2000)
- Miles M.39B Libellula (Jagdflugzeug, Großbritannien, 1943)
- North American X-10 (unbemannter Technologiedemonstrator, USA, 1951)
- North American XB-70 Valkyrie (Strahlbomber, USA, 1964)
- Piaggio Aero Industries, P.1HH HammerHead (Unbemanntes Flugzeug, Italien/USA, 2014)
- Rockwell-MBB X-31 (Technologiedemonstrator mit Schubvektorsteuerung, USA, 1990)
- Rockwell HiMAT (unbemannter Technologiedemonstrator, USA, 1979)
- Burt Rutan (USA)
  - Rutan Catbird (1988)
  - VariEze (1975)
  - Defiant (1978)
  - Solitaire (1982)
  - Scaled Composites Proteus (1998)
  - Rutan Voyager (Erste Weltumrundung Non-Stop ohne Luftbetankung, 1984)
  - Scaled Composites ARES (1990)
- SAI-Ambrosini S.S.4 (Italien, 1939)
- Santos-Dumont 14-bis (erste längere Motorflüge in Europa, Frankreich, 1906)
- Solair-1 (Solarflugzeug auf Basis der Farner Canard 2 FL, 1980)
- Suchoi (UdSSR/Russland)
  - Suchoi T-4 (1972)
  - Suchoi Su-37 (1996)
  - Suchoi Su-47 (1997)

## Zivile Flugzeuge
- Cobalt Co50 (USA, 2015)
- Gyroflug SC01 Speed-Canard (Weiterentwicklung der Rutan VariEze, BRD, 1980)
- Rutan VariViggen (USA, 1972)
- Rutan Long-EZ (Weiterentwicklung der Rutan VariEze, USA, 1979)
- Wright Flyer (erster Motorflug der Brüder Wright, USA, 1903)

### Verkehrsflugzeuge
- Tupolew Tu-144 (Überschall, UdSSR, 1968)

### Geschäftsflugzeuge
- Beechcraft Starship (USA, 1986)
- Jetcruzer International (ehemals AASI (Advanced Aerodynamics & Structures Inc.))
  - Jetcruzer 450 (USA, 1994)
  - Jetcruzer 500 (USA, 1997)
- Piaggio P.180 Avanti (Italien/USA, 1990)
- Piaggio P.180 Avanti II (Italien/USA, 2005)

## Kampfflugzeuge
- CASC, Chai Hong Serie (engl.: Rainbow)
  - Chai Hong 3 (CH-3) (Kampfdrohne, China, vor 2014)
  - Chai Hong 3A (CH-3A) (Kampfdrohne, China)
- Chengdu J-10 (China, 1998)
- Chengdu J-20 (China, 2011)
- Dassault Aviation (Frankreich)
  - Mirage IIIs (Schweiz, 1964)
  - Rafale (1986)
  - IAI Kfir (Israel, 1973)
  - Atlas Cheetah (Südafrika, 1986)
- Eurofighter Typhoon (Vereinigtes Königreich/Deutschland/Italien/Spanien, 1994)
- Saab
  - Saab 37 (Saab JA 37 Viggen) (Schweden, 1967)
  - Saab 39 (Schweden, 1996)
- NESCOM Burraq (Pakistan, 2009)
- Shenyang J-15 (China, 2009)
- Suchoi (Russland)
  - Su-30MKI (2000)
  - Su-33 (1994)
  - Su-34 (Jagdbomber, 1990)
- Voisin (Frankreich)
  - Canard (1911)
  - Hydro Canard 1 (Voisin Canard mit Schwimmern, 1910 oder 1911)